# Gustaaf Hermans
Gustaaf Hermans (* 12. Mai 1951 in Wezemaal) ist ein ehemaliger belgischer Radrennfahrer und Weltmeister im Radsport.

## Sportliche Laufbahn
Hermans war ein erfolgreicher Junior und Amateur, der 1970 Vize-Meister der belgischen Junioren wurde. 1971 belegte er Podiumsplätze bei Etappenrennen in Luxemburg und Großbritannien und gewann einige nationale Rennen. Im August 1971 wurde er bei den UCI-Straßen-Weltmeisterschaften Titelträger im Mannschaftszeitfahren. Kurz zuvor hatte der belgische Vierer mit dem Olympia-Preis (ein 100-Kilometer-Mannschaftszeitfahren) in der DDR gewonnen. Im folgenden Jahr gewann er Etappen der heimischen Belgien-Rundfahrt und der Algerien-Rundfahrt. Er siegte bei einem der bedeutendsten belgischen Amateurrennen, dem Flèche Ardennaise. Bei den Olympischen Sommerspielen in München belegte er mit dem belgischen Vierer den vierten Platz im Mannschaftszeitfahren, später wurde die drittplatzierte niederländische Mannschaft disqualifiziert und Belgien wurde die Bronzemedaille zuerkannt. Im olympischen Einzelrennen wurde er als 45. klassiert.
1973 wurde er Berufsfahrer beim deutschen Team Rokado. Nach einer wenig erfolgreichen Laufbahn als Berufsfahrer beendete er 1975 seine Laufbahn.